# Percopsis omiscomaycus
Percopsis omiscomaycus is een straalvinnige vissensoort uit de familie van baarszalmen (Percopsidae). De wetenschappelijke naam van de soort is voor het eerst geldig gepubliceerd in 1792 door Walbaum.